# Фудбалски судија
Фудбалски судија је особа која има пуна овлашћења да спроводи сва фудбалска правила током утакмице за коју је изабран да суди (5. правило). Одлука коју судија донесе током утакмице је коначна и не може је нико поништити, али после завршетка утакмице службена тела могу донети накнадне одлуке и/или казне судијама.
Главном судији помажу двојица помоћних судија и четврти судија.
Судије које суде службене међународне утакмице бира Фифин одбор. Овакве процедуре није се потребно држати приликом пријатељских утакмица.

## Дужности и овлашћења судије током утакмице
Дужности и овлашћења судије током утакмице су најопширније описане у петом правилу. У њима јасно пише како главни судија утакмице:
- мора да поштује сва правила и да се труди да их играчи поштују
- контролише утакмицу у сарадњи са помоћним судијама и четвртим судијом
- брине о стању фудбалске лопте током утакмице
- брине о стању опреме играча
- брине о времену трајања утамице и одређује судијску надокнаду
- мора да заустави игру ако дође до непоштовања правила
- мора да заустави игру ако је играч или голман озбиљније повређен
- наставља игру ако је, по његовом мишљењу, играч лакше повређен